# Sosnowica
Sosnowica è un comune rurale polacco del distretto di Parczew, nel voivodato di Lublino.
Ricopre una superficie di 172,35 km² e nel 2004 contava 2 658 abitanti.